# Osvaldo Justo
Oswaldo Justo (Santos, 16 de setembro de 1926 – Santos,14 de abril de 2003) foi um advogado e político brasileiro.
Exerceu o cargo de prefeito de Santos de 9 de julho de 1984 a 31 de dezembro de 1988. Após o fim de seu mandato na prefeitura, foi eleito deputado estadual em 2 legislaturas consecutivas. Exerceu também os cargos de vereador, vice-prefeito, deputado federal e secretário municipal.

## Biografia
Notório estadista santista, Oswaldo Justo é famoso por ter sido o primeiro prefeito de Santos após a redemocratização do país e após o ganho da autonomia municipal (Santos, desde 1969, era considerada zona de segurança nacional, tendo seu prefeito nomeado diretamente pelo Presidente da República). Filho de Manoel Justo e da imigrante espanhola Maria Peres Justo, Oswaldo Justo iniciou sua carreira como homem público ainda na década de 1950, quando aos 25 anos de idade, disputa sua primeira eleição (1951) e se torna suplente de vereador em Santos.

### Vereador de Santos
Em 1955, após servir um mandato como suplente da Câmara de Vereadores de Santos, Oswaldo Justo elege-se vereador pela primeira vez. É re-eleito para 2 novos mandatos como vereador, em 1959 (2º mandato) e em 1963 (3º mandato). Este terceiro mandato é interrompido pela sua prisão durante os eventos de 31 de março de 1964, devido ao seu envolvimento com o então prefeito de Santos José Gomes, o qual era acusado de possuir vínculos com grupos sindicalistas de orientação marxista.
Com a re-estruturação dos partidos políticos brasileiros, Oswaldo Justo filia-se ao Movimento Democrático Brasileiro (MDB) já após ter retomado o seu mandato como vereador, o qual exercerce até 1970, sendo o líder da bancada do MDB na câmara municipal.
Nesse período, Oswaldo Justo destaca-se pela sua oposição a construção de edifícios de grande porte na orla da praia, devido a questões geotécnicas (que eventualmente se provaram corretas, como se demonstra pela ampla quantidade de edifícios construídos na época que, ao longo dos anos, passaram a apresentar inclinações, rachaduras e entortamentos estruturalmente inseguros, como ocorrido no caso do Edifício Maembi, entre outros casos, muitos dos quais ainda não foram reparados).

### Vice-prefeito eleito
Em 1969, com o término do mandato do prefeito Silvio Fernandes Lopes, eleito pelo Partido Social Progressista (PSP) e já então pela ARENA, Oswaldo Justo é escolhido para candidato pelo MDB para concorrer pela sua sucessão nas eleições de 15 de novembro, concorrendo com outros dois candidatos a prefeito, também do do MDB, e contra um pela ARENA.
Os candidatos do MDB acabaram por somar mais que o dobro de votos do candidato da ARENA, elegendo como prefeito o então deputado estadual Esmeraldo Tarquínio (1º colocado]], tendo como 2º colocado Oswaldo Justo, que, de acordo com a legislação vigente, elegeu-se vice-prefeito.
Porém, em 13 de dezembro de 1968 foi editado o Ato Institucional nº 5 (AI 5), um conjunto de medidas de força e centralização de poder que deu início ao período mais repressivo do regime militar. A partir de então, centenas de lideranças tiveram seus direitos políticos cassados, dentre eles o então deputado estadual Esmeraldo Tarquínio, que não pode tomar posse como prefeito de Santos, tornando então Oswaldo Justo o Prefeito Eleito da cidade de Santos.
Insatisfeito com essa situação, Oswaldo Justo se recusa a assumir a prefeitura, renunciando em solidariedade a seu companheiro de legenda. Tal situação levou o governo federal a intervir no município nomeando como Prefeito o General Clóvis Bandeira Brasil, sem qualquer vínculo político e popular entre a população santista, o qual passou a governar a cidade a  partir de abril de 1969.
Com isso, o Legislativo Municipal permaneceu fechado até julho de 1970, de maneira similar ao ocorrido durante a intentona comunista de 1937, na qual Santos foi grande campo de agitação política e zona de combate. Em 12 de setembro de 1969 o Decreto-Lei 865 determinou que Santos passasse a ser considerada área de segurança nacional (devido ao Porto de Santos e a grande presença de instalações militares) como já acontecia com a cidade vizinha de Cubatão (devido a presença da COSIPA e das indústrias petroquímicas).

### Prefeito
Em 1983, com o retorno à normalidade e à redemocratização, Santos deixa de ser considerada área de segurança nacional e volta a ter plena autonomia política.
Oswaldo Justo é nomeado por aclamação para concorrer a Prefeitura de Santos, tendo como candidato a vice-prefeito Esmeraldo Tarquínio Neto, filho de seu antigo colega de candidatura Esmeraldo Tarquínio, sendo eleito com ampla margem em 1984.
Com isso, assume, pelo voto popular, a prefeitura de Santos, após 16 anos de intervenção da ditadura na cidade, governando-a até 1988.
Á época, com dificuldades de saúde e recém submetido a tratamento da pólio-artrite-reumatoide crônica, procurou auxílio na medicina oriental e mudou o estilo de vida, adotando a alimentação macrobiótica e praticando karatê, esporte no qual chegou à faixa preta, e cuja prática introduziu nas escolas municipais de Santos.
Com a mudança de estilo de vida, Oswaldo Justo passou a acordar às 4 da manhã, hábito que o levava a iniciar cedo o expediente no Paço Municipal. Tornaram-se famosas as “reuniões da madrugada” com o secretariado e a comunidade, a partir das 5 da manhã, o que lhe rendeu o apelido de "Prefeito da Alvorada".
Oswaldo Justo também se destacou pelos projetos urbanísticos e estéticos, em especial com a jardinagem dos entornos das ferrovias santistas, o que acabou por tornar a flor margarida, plantada em larga escala na cidade, o símbolo de sua gestão como prefeito.

### Deputado estadual
Em 1990, após o fim de seu mandato como prefeito de Santos, candidata-se a deputado estadual e é eleito como um dos mais votados da região.
Em 1992, ainda como deputado estadual, candidata-se novamente à prefeitura, mas é derrotado por David Capistrano Filho (PT).
É reeleito deputado estadual em 1994, e em 1996 candidata-se pela última vez à prefeitura, tendo sido derrotado agora por Beto Mansur (PPB).

### Fim da trajetória pública eletiva
Oswaldo Justo já havia sido vereador durante 20 anos e vice-prefeito de Esmeraldo Tarquínio.
Mesmo após ter deixado a Prefeitura e servido na Assembleia Legislativa de São Paulo como deputado estadual por dois mandatos consecutivos, o último deles encerrado em 1998, Oswaldo Justo manteve-se na presidência do diretório do PMDB em Santos.

## Falecimento
Na tarde de 14 de abril de 2003, Oswaldo Justo falece após uma longa batalha contra um câncer na próstata. O então prefeito de Santos Beto Mansur (PP) decretou luto oficial de três dias.
O velório foi realizado no Salão Nobre Esmeraldo Tarquínio (batizado em homenagem ao seu colega de candidatura a prefeitura em 1968), no Paço Municipal, e o enterro foi realizado no Cemitério da Filosofia.